# Группа крови

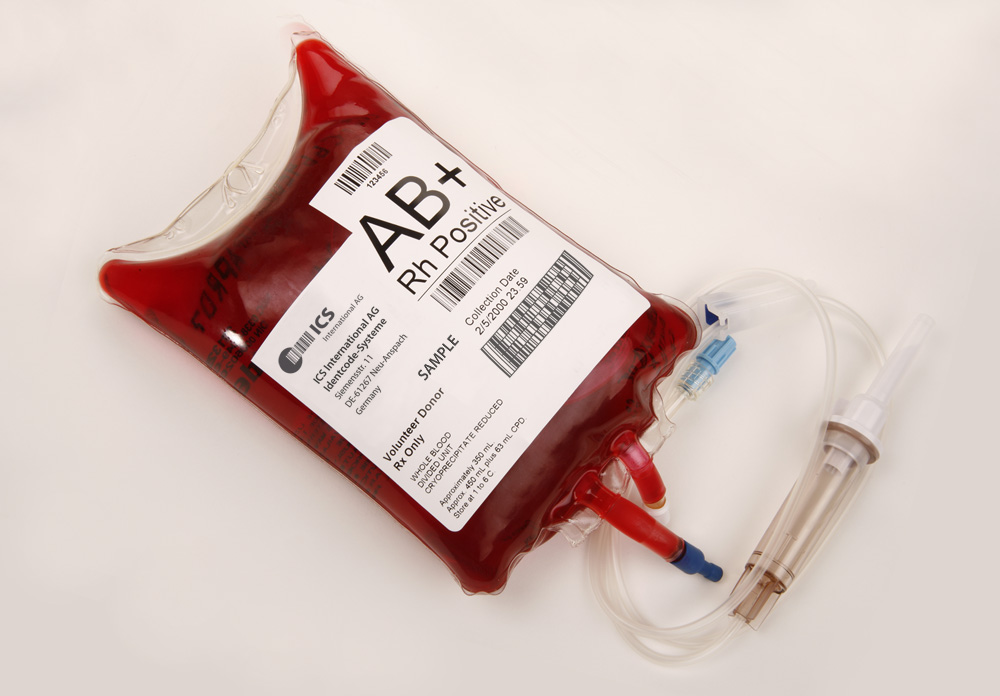
Упаковка с цельной кровью группы AB (IV) Rh+ с уменьшенным количеством Криопреципитат

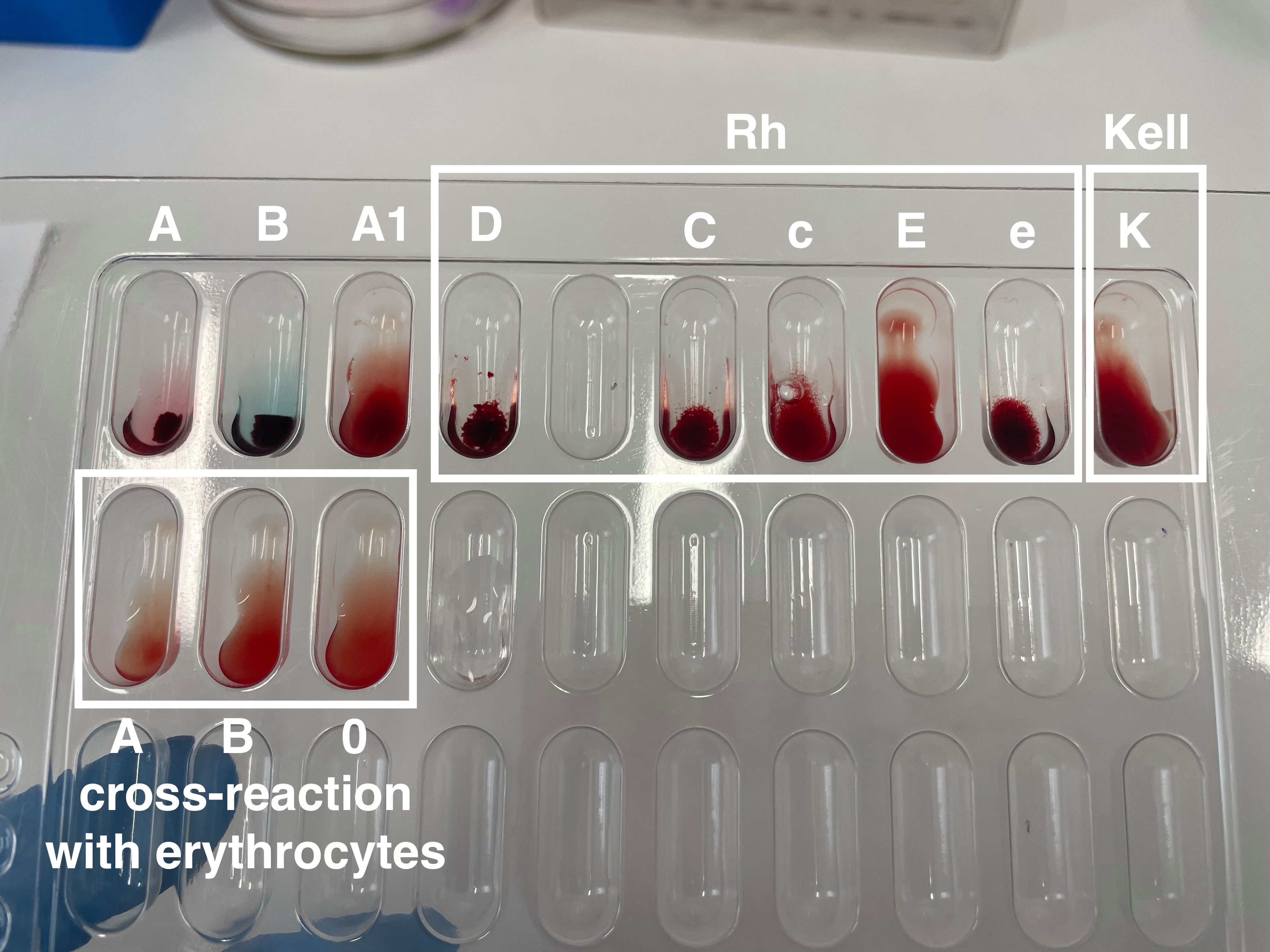
Определение групп крови по системам AB0, Rh и Kell

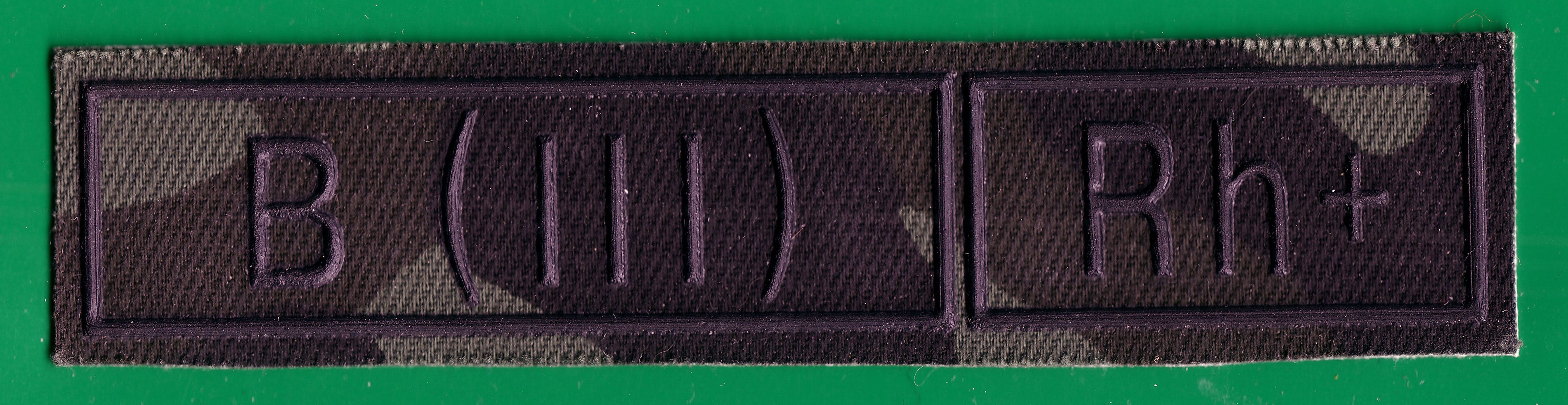
Нагрудная нашивка военнослужащего с указанием группы крови системы ABO и резус-фактора

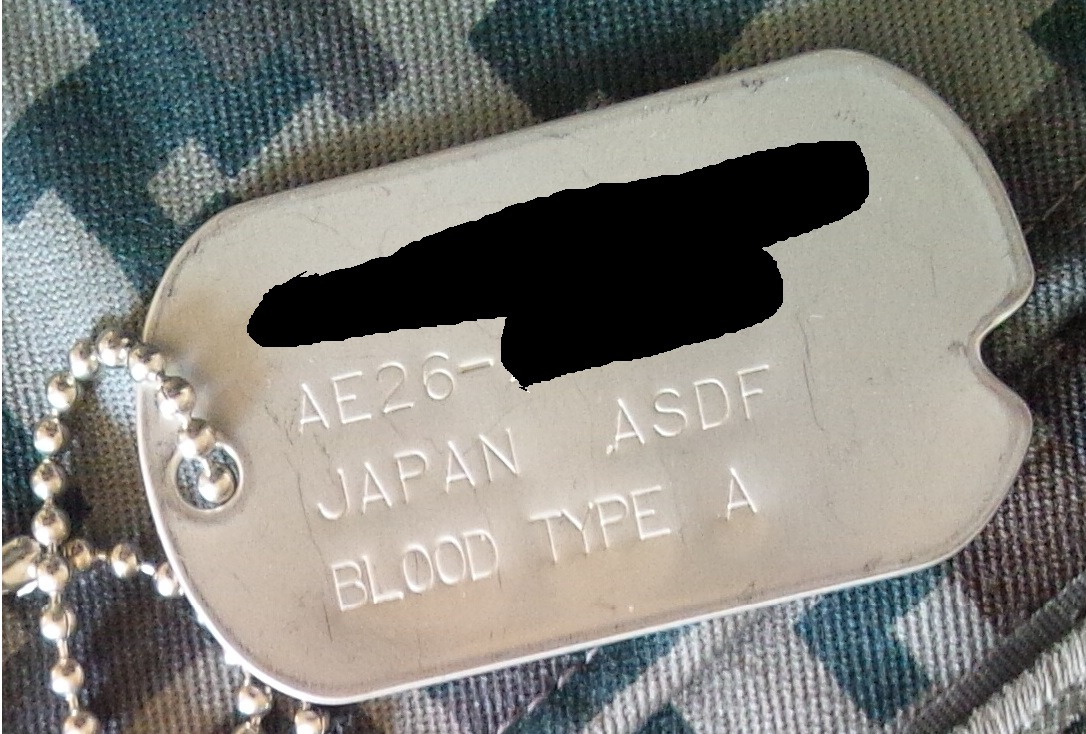
Жетон военнослужащего Сил самообороны Японии с указанием группы крови системы ABO

Гру́ппа кро́ви — генетический обусловленный иммунологический признак крови, который исходя из его сходств и различий у разных индивидов, позволяет подразделять людей (или другой вид животных) на разные группы.
Различаются группы крови по антигенным характеристикам эритроцитов и изоантител к ним, определяемое с помощью методов идентификации специфических групп углеводов и белков, включённых в мембраны эритроцитов, а также лейкоцитов и сывороточных белков.
У человека открыто несколько систем антигенов в разных группах крови. Группы крови различают не только у людей, но и у других животных.

## Эритроцитарные группы

### Небиохимические основы определения групп крови
- В мембране эритроцитов человека содержится более 300 различных антигенных детерминант, молекулярное строение которых закодировано соответствующими генными аллелями хромосомных локусов. Количество таких аллелей и локусов в настоящее время точно не установлено.
- Термин «группа крови» характеризует системы эритроцитарных антигенов, контролируемых определёнными локусами, содержащими различное число аллельных генов, таких, например, как A, B и O («латинская буква O») в системе ABO. Термин «тип крови» отражает её антигенный фенотип (полный антигенный «портрет», или антигенный профиль) — совокупность всех групповых антигенных характеристик крови, серологическое выражение всего комплекса наследуемых генов группы крови.
- Две важнейшие классификации группы крови человека — это система ABO и резус-система.

### Системы групп крови
По состоянию на декабрь 2022 года, по данным Международного общества переливания крови, у человека обнаружено 44 системы групп крови. Из них наибольшее значение в прикладной медицине имеют и определяются чаще всего системы ABO и резус-фактора. Но остальные системы групп крови также имеют значение, поскольку пренебрежение ими в некоторых случаях может привести к тяжёлым последствиям и даже смертельному для реципиента исходу.
| Нумерация (ISBT) | Название системы группы крови               | Сокращённое обозначение | Год открытия | Антигены | Локус                                  | Количество групп крови в системе                        | Эпитоп или носитель, примечания |
| ---------------- | ------------------------------------------- | ----------------------- | ------------ | -------- | -------------------------------------- | ------------------------------------------------------- | --- |
| 001              | ABO                                         | ABO                     | 1900         |          | 9q34.2. Архивировано 5 июня 2020 года. | 4: 0αβ (I), Aβ (II), Bα (III), ABо (IV)                 | Углеводы (N-ацетилгалактозамин, галактоза). Антигены A, B и H большей частью вызывают IgM-реакции антиген-антитело, хотя anti-H встречается редко, см. Hh antigen system (Бомбейский фенотип, ISBT #18) |
| 002              | MNSs                                        | MNS                     | 1927         | 48       | 4q31.21                                | 9: MNSS, MNSs, MNss, MMSS, MMSs, MMss, NNSS, NNSs, NNss | GPA / GPB (гликофорины A и B). Основные антигены M, N, S, s |
| 003              | P1PK                                        | P                       | 1927         | 3        | 3q26.1, 22q13.2                        | 4: P1, P2, Pk, p                                        | Гликолипид |
| 004              | Резус-фактор                                | Rh                      | 1940         | 54       | 1p36.11, 15q26.1                       | 2 (по антигену Rh0(D)): Rh+, Rh-                        | Белок. Антигены C, c, D, E, e (отсутствует антиген «d», символ «d» свидетельствует об отсутствии D) |
| 005              | Лютеран (англ. Lutheran)                    | LU                      | 1946         | 22       | 19q13.22                               | 3                                                       | Белок BCAM (относится к надсемейству иммуноглобулинов). Состоит из 21 антигенов |
| 006              | Келл-Челлано (англ. Kell-Cellano)           | KELL                    | 1946         | 32       | 7q34                                   | 3: K-K, K-k, k-k                                        | Гликопротеин. K1 может вызвать гемолитическую желтуху новорожденных (anti-Kell), которая может быть серьёзной угрозой K2                                                                                |
| 007              | Льюис (англ. Lewis)                         | LE                      | 1946         | 6        | 19p13.3                                | ?                                                       | Углевод (остаток фукозы). Главные антигены Lea и Leb — связанные с отделением ткани антигена ABH |
| 008              | Даффи (англ. Duffy)                         | Fy                      | 1950         | 6        | 1q23.2                                 | 4: Fy (a+b+), Fy (a+b-), Fy (a-b+), Fy (a-b-)           | Белок (рецептор хемокинов). Главные антигены Fya и Fyb. Индивиды, у которых целиком отсутствуют антигены Duffy, имеют иммунитет против малярии, вызванной Plasmodium vivax и Plasmodium knowlesi        |
| 009              | Кидд (англ. Kidd)                           | Jk                      | 1951         | 3        | 18q12.3                                | 3: Jk (a+), Jk (b+), Jk (a+b+)                          | Белок (транспортер мочевины). Основные антигены Jka и Jkb |
| 010              | Диего (англ. Diego)                         | Di                      | 1955         | 22       | 17q21.31                               | 3: Di (a+b-), Di (a-b+), Di (a-b-)                      | Гликопротеин (band 3, AE 1, или обмен анионов). Положительная кровь существует только среди жителей Восточной Азии и Американских индейцев                                                              |
| 011              | Yt                                          | Yt                      | 1956         | 2        | 7q22.1                                 | 3: Yt (a+b-), Yt (a-b+), Yt (a+b+)                      | Белок (AChE, ацетилхолинэстераза) |
| 012              | Xg                                          | Xg                      | 1962         | 2        | Xp22.32                                | 2: Xg (a+), Xg (a-)                                     | Гликопротеин |
| 013              | Scianna                                     | SC                      |              | 7        | 1p34.2                                 | ?                                                       | Гликопротеин |
| 014              | Домброк (англ. Dombrock)                    | Do                      | 1965         | 7        | 12p12.3                                | 2: Do (a+), Do (a-)                                     | Гликопротеин (прикреплен к клеточной мембране с помощью GPI, или гликозил-фосфадитил-инозитол) |
| 015              | Colton                                      | Co                      |              | 3        | 7p14.3                                 | 3: Co (a+), Co (b+), Co (a-b-)                          | Аквапорин 1. Главные антигены Co(a) и Co(b) |
| 016              | Landsteiner-Wiener                          | LW                      |              | 3        | 19p13.2                                | 3: LW (a+), LW (b+), LW (a-b-)                          | Белок ICAM4 (относится к надсемейству иммуноглобулинов) |
| 017              | Chido/Rodgers                               | CH/RG                   |              | 9        | 6p21.33                                | ?                                                       | C4A C4B (компонент комплемента) |
| 018              | Бомбей                                      | H                       |              | 1        | 19q13.33                               | 2: H+, H-                                               | Углевод (остаток фукозы) |
| 019              | XK                                          | Kx                      |              | 1        | Xp21.1                                 | 2: Kx+, kx-                                             | Гликопротеин |
| 020              | Gerbich                                     | Ge                      |              | 11       | 2q14.3                                 | ?                                                       | GPC / GPD (Гликофорины C и D) |
| 021              | Cromer                                      | Cr                      |              | 16       | 1q32.2                                 | ?                                                       | Гликопротеин (DAF или CD55, контролирует фракции комплементов C3 и C5, прикреплен к мембране при помощи GPI)                                                                                            |
| 022              | Knops                                       | Kn                      |              | 9        | 1q32.2                                 | ?                                                       | Гликопротеин (CR1 или CD35, рецептор компонента комплемента) |
| 023              | Indian                                      | In                      |              | 4        | 11p13                                  | ?                                                       | Гликопротеин (CD44 рецептор клеточной адгезии и миграции) |
| 024              | OK                                          | Ok                      |              | 3        | 19p13.3                                | ?                                                       | Гликопротеин (CD147) |
| 025              | Raph                                        | RAPH                    |              | 1        | 11p15.5                                | ?                                                       | Трансмембранный гликопротеин |
| 026              | John-Milton-Hagen                           | JMH                     |              | 6        | 15q24.1                                | ?                                                       | Белок (прикреплен к клеточной мембране с помощью GPI) |
| 027              | Ай (англ. Ii)                               | I                       | 1956         | 2        | 6p24.3-p24.2                           | 2: I, i                                                 | Разветвленный (I) / неразветвленный(i) полисахарид |
| 028              | Globoside                                   | GLOB                    |              | 1        | 3q26.1                                 | ?                                                       | Гликолипид |
| 029              | GIL                                         | GIL                     |              | 1        | 9p13.3                                 | 2: GIL+, GIL-                                           | Аквапорин 3 |
| 030              | Резус-ассоциированный гликопротеин (Rhnull) | RHAG                    |              | 3        | 6p12.3                                 | ?                                                       | |
| 031              | FORS                                        | FORS                    |              | 1        | 9                                      | 2: FORS+, FORS-                                         | |
| 032              | Junior                                      | Jr                      |              |          | 4q22.1                                 | 2: Jr+, Jr-                                             | |
| 033              | Langereis                                   | Lan                     |              | 1        | 2q35                                   | 2: Lan+, Lan-                                           | |
| 034              | VEL                                         | Vel                     |              | 1        | 1p36.32                                | ?                                                       | |
| 035              | CD59                                        | CD59                    |              | 1        | 11p13                                  | 2: CD59.1+, CD59.1-                                     | |
| 036              | Augustine                                   | At                      |              | 2        | 6p21.1                                 | ?                                                       | |
| 037              | Kanno                                       | KANNO                   |              | 1        | 20p13                                  |                                                         | |
| 038              | SID                                         | SID                     |              | 1        | 17q21.32                               |                                                         | |
| 039              | CTL2                                        | CTL2                    |              | 2        | 19p13.2                                |                                                         | |
| 040              | PEL                                         | PEL                     |              | 1        | 13q32.1                                |                                                         | |
| 041              | MAM                                         | MAM                     |              | 1        | 19q13.33                               |                                                         | |
| 042              | EMM                                         | EMM                     |              | 1        | 4p16.3                                 |                                                         | |
| 043              | ABCC1                                       | ABCC1                   |              | 1        | 16p13.11                               |                                                         | |
| 044              | Er                                          | ER                      |              | 5        | 16q24.3                                |                                                         | |

### Группы крови системы ABO

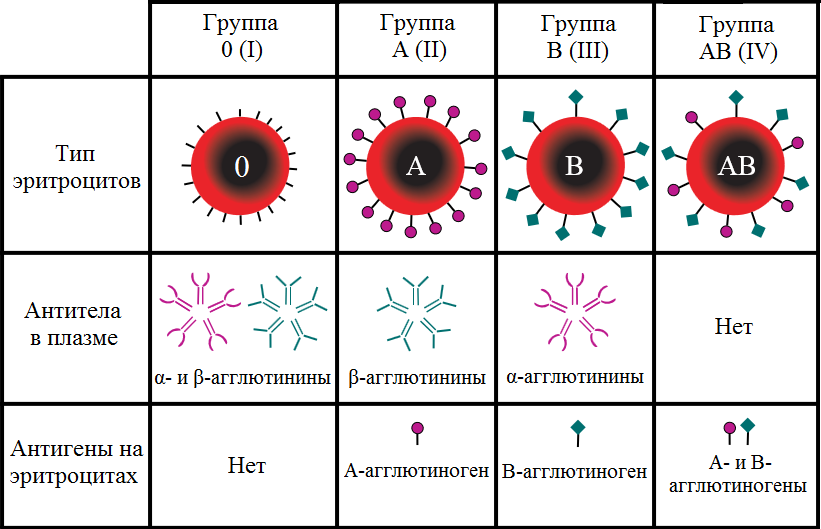
Поверхностные антигены эритроцитов и антитела к ним в плазме крови групп крови системы ABO

Кодоминантно-рецессивное наследование группы крови системы ABO на примере мужчины с A (II) «АО» и женщины с B (III) «ВО» группами. Синим и зелёным обозначены аллели доминантного гена, серым — рецессивного

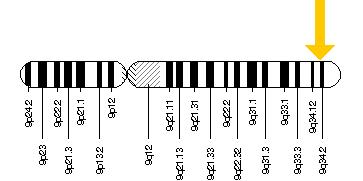
Ген, кодирующий белки группы крови системы ABO, располагается на длинном (q) плече хромосомы 9 в положении 34.2. Точнее: расположен от пары оснований ДНК 133 255 175 к паре оснований 133 275 213

Открыта учёным Карлом Ландштейнером в 1900 году. Известно более 10 аллельных генов этой системы: A¹, A², B и O и т. д. Генный локус для этих аллелей находится на длинном плече хромосомы 9. Основными продуктами первых трёх генов — генов A¹, A² и B, но не гена O — являются специфические ферменты гликозилтрансферазы, относящиеся к классу трансфераз. Эти гликозилтрансферазы переносят специфические сахара — N-ацетил-D-галактозамин в случае гликозилтрансфераз A¹ и A² типов, и D-галактозу в случае гликозилтрансферазы B-типа. При этом все три типа гликозилтрансфераз присоединяют переносимый углеводный радикал к альфа-связующему звену коротких олигосахаридных цепочек.
Субстратами гликозилирования этими гликозилтрансферазами являются, в частности и в особенности, как раз углеводные части гликолипидов и гликопротеидов мембран эритроцитов, и в значительно меньшей степени — гликолипиды и гликопротеиды других тканей и систем организма. Именно специфическое гликозилирование гликозилтрансферазой A или B одного из поверхностных антигенов эритроцитов — агглютиногена — тем или иным сахаром (N-ацетил-D-галактозамином либо D-галактозой) и образует специфический агглютиноген A или B (рус. Б).
В плазме крови человека могут содержаться антитела анти-А и анти-В (α-, β-гемагглютинины), на поверхности эритроцитов — антигены (агглютиногены) A и B, причём из белков A и анти-А содержится один и только один, то же самое — для белков B и анти-В. В случае содержания в крови (при переливании) одновременно эритроцитов с антигенами A и антител анти-A в плазме крови происходит агглютинация эритроцитов, то же происходит при наличии антигенов B и антител анти-B, на этом основана реакция агглютинации при определении группы крови системы ABO, когда берётся кровь пациента и стандартные группоспецифические сыворотки (содержащие анти-A антитела, содержащие анти-B антитела в определённом титре).
Таким образом, существует 4 допустимые комбинации фенотипа при 6 возможных генотипах: то, какая из них характерна для данного человека, определяет его группу крови. Наличие антигенов на эритроцитах определяют 3 типа генов: IA — доминантный, кодирует образование антигена А, IB — доминантный, кодирует образование антигена B, iO — рецессивный, не кодирует образование антигенов:
- O (I) αβ — гены iOiO, гемагглютиногенов-A и -B на эритроцитах нет, α- и β-гемагглютинины в плазме (универсальные доноры эритромассы, универсальные реципиенты плазмы крови при отсутствии несовместимости по остальным системам групп крови).
- A (II) β — гены IAIA или IAiO, гемагглютиногены-А на эритроцитах, β-гемагглютинины в плазме.
- B (III) α — гены IBIB или IBiO, гемагглютиногены-B на эритроцитах, α-гемагглютинины в плазме.
- AB (IV) о — гены IAIB, гемагглютиногены-А и -B на эритроцитах, α- и β-гемагглютининов в плазме нет (универсальные реципиенты эритромассы, универсальные доноры плазмы крови при отсутствии несовместимости по остальным системам групп крови).

Подгруппы, вызванные различиями антигенов А1, А2, А3…АХ и В1, В2…ВХ, не влияют на групповую принадлежность, но могут играть роль при определении группы крови в связи с их различными агглютинационными свойствами. Так, к примеру, наиболее выражены агглютинационные свойства у антигена А1, а у реже встречаемого А3 — менее и при определении группы стандартными сыворотками может не определяться и приводить к ложным результатам, в таких случаях применяют сыворотки с более высокими титрами антител.
Группы крови системы ABO встречаются у разных народностей и в разных регионах с разной частотой.

#### Наследование группы крови системы ABO
Вследствие того, что наследование группы крови системы ABO происходит по кодоминантно-рецессивному типу (2 разных доминантных гена и 1 рецессивный), фенотипические проявления происходят следующим образом: при наличии одного доминантного гена — проявляются его признаки, при наличии 2 доминантных генов — проявляются признаки обоих генов, при отсутствии доминантных генов — проявляются признаки рецессивного гена.
| Группа крови и генотип у биологического отца | Группа крови и генотип у биологической матери | Группа крови и генотип у биологической матери | Группа крови и генотип у биологической матери                         | Группа крови и генотип у биологической матери | Группа крови и генотип у биологической матери                          | Группа крови и генотип у биологической матери                          |
| Группа крови и генотип у биологического отца | группа O (I) гены iOiO                        | группа A (II) гены IAIA                       | группа A (II) гены IAiO                                               | группа B (III) гены IBIB                      | группа B (III) гены IBiO                                               | группа AB (IV) гены IAIB                                               |
| -------------------------------------------- | --------------------------------------------- | --------------------------------------------- | --------------------------------------------------------------------- | --------------------------------------------- | ---------------------------------------------------------------------- | ---------------------------------------------------------------------- |
| группа O (I) / гены iOiO                     | O (I) / iOiO                                  | A (II) / IAiO                                 | O (I) / iOiO или A (II) / IAiO                                        | B (III) / IBiO                                | O (I) / iOiO или B (III) / IBiO                                        | A (II) / IAiO или B (III) / IBiO                                       |
| группа A (II) / гены IAIA                    | A (II) / IAiO                                 | A (II) / IAIA                                 | A (II) / IAiO или A (II) / IAIA                                       | AB (IV) / IAIB                                | A (II) / IAiO или AB (IV) / IAIB                                       | A (II) / IAIA или AB (IV) / IAIB                                       |
| группа A (II) / гены IAiO                    | O (I) / iOiO или A (II) / IAiO                | A (II) / IAiO или A (II) / IAIA               | O (I) / iOiO или A (II) / IAiO или A (II) / IAIA                      | B (III) / IBiO или AB (IV) / IAIB             | O (I) / iOiO или A (II) / IAiO или B (III) / IBiO или AB (IV) / IAIB   | A (II) / IAiO или A (II) / IAIA или B (III) / IBiO или AB (IV) / IAIB  |
| группа B (III) / гены IBIB                   | B (III) / IBiO                                | AB (IV) / IAIB                                | B (III) / IBiO или AB (IV) / IAIB                                     | B (III) / IBIB                                | B (III) / IBiO или B (III) / IBIB                                      | B (III) / IBIB или AB (IV) / IAIB                                      |
| группа B (III) / гены IBiO                   | O (I) / iOiO или B (III) / IBiO               | A (II) / IAiO или AB (IV) / IAIB              | O (I) / iOiO или A (II) / IAiO или B (III) / IBiO или AB (IV) / IAIB  | B (III) / IBiO или B (III) / IBIB             | O (I) / iOiO или B (III) / IBiO или B (III) / IBIB                     | A (II) / IAiO или B (III) / IBiO или B (III) / IBIB или AB (IV) / IAIB |
| группа AB (IV) / гены IAIB                   | A (II) / IAiO или B (III) / IBiO              | A (II) / IAIA или AB (IV) / IAIB              | A (II) / IAiO или A (II) / IAIA или B (III) / IBiO или AB (IV) / IAIB | B (III) / IBIB или AB (IV) / IAIB             | A (II) / IAiO или B (III) / IBiO или B (III) / IBIB или AB (IV) / IAIB | A (II) / IAIA или B (III) / IBIB или AB (IV) / IAIB                    |

| O (I) | O (I)   | O (I)   | O (I) — 100 %                              | O (I) — 25 % A (II) — 75 % [IAiO]                                    | O (I) — 50 % A (II) — 50 % [IAiO]                                              | O (I) — 50 % A (II) — 50 % [IAiO]                                              | O (I) — 25 % B (III) — 75 % [IBiO]                                   | O (I) — 50 % B (III) — 50 % [IBiO]                                              | O (I) — 50 % B (III) — 50 % [IBiO]                                              | A (II) — 50 % [IAiO] B (III) — 50 % [IBiO]                           |
| O (I) | O (I)   | O (I)   | O (I) — 100 %                              | O (I) — 25 % A (II) — 75 % [IAiO]                                    | A (II) — 100 % [IAiO]                                                          | A (II) — 100 % [IAiO]                                                          | O (I) — 25 % B (III) — 75 % [IBiO]                                   | B (III) — 100 % [IBiO]                                                          | B (III) — 100 % [IBiO]                                                          | A (II) — 50 % [IAiO] B (III) — 50 % [IBiO]                           |
| A (II) | [IAiO]  | [IAIA]  | O (I) — 25 % A (II) — 75 % [IAiO]          | O (I) — 6,25 % A (II) — 93,75 %                                      | O (I) — 25 % A (II) — 50 % [IAiO] A (II) — 25 % [IAIA]                         | A (II) — 50 % [IAiO] A (II) — 50 % [IAIA]                                      | O (I) — 6,25 % A (II) — 18,75 % B (III) — 18,75 % AB (IV) — 56,25 %  | O (I) — 25 % A (II) — 25 % [IAiO] B (III) — 25 % [IBiO] AB (IV) — 25 %          | A (II) — 50 % [IAiO] AB (IV) — 50 %                                             | A (II) — 50 % [IAiO]/[IAIA] B (III) — 12,5 % [IBiO] AB (IV) — 37,5 % |
| A (II) | [IAiO]  | [IAIA]  | O (I) — 25 % A (II) — 75 % [IAiO]          | O (I) — 6,25 % A (II) — 93,75 %                                      | A (II) — 50 % [IAiO] A (II) — 50 % [IAIA]                                      | A (II) — 100 % [IAIA]                                                          | O (I) — 6,25 % A (II) — 18,75 % B (III) — 18,75 % AB (IV) — 56,25 %  | B (III) — 50 % [IBiO] AB (IV) — 50 %                                            | AB (IV) — 100 %                                                                 | A (II) — 50 % [IAiO]/[IAIA] B (III) — 12,5 % [IBiO] AB (IV) — 37,5 % |
| B (III) | [IBiO]  | [IBIB]  | O (I) — 25 % B (III) — 75 % [IBiO]         | O (I) — 6,25 % A (II) — 18,75 % B (III) — 18,75 % AB (IV) — 56,25 %  | O (I) — 25 % A (II) — 25 % [IAiO] B (III) — 25 % [IBiO] AB (IV) — 25 %         | B (III) — 50 % [IBiO] AB (IV) — 50 %                                           | O (I) — 6,25 % B (III) — 93,75 %                                     | O (I) — 25 % B (III) — 50 % [IBiO] B (III) — 25 % [IBIB]                        | B (III) — 50 % [IBiO] B (III) — 50 % [IBIB]                                     | A (II) — 12,5 % [IAiO] B (III) — 50 % [IBiO]/[IBIB] AB (IV) — 37,5 % |
| B (III) | [IBiO]  | [IBIB]  | O (I) — 25 % B (III) — 75 % [IBiO]         | O (I) — 6,25 % A (II) — 18,75 % B (III) — 18,75 % AB (IV) — 56,25 %  | A (II) — 50 % [IAiO] AB (IV) — 50 %                                            | AB (IV) — 100 %                                                                | O (I) — 6,25 % B (III) — 93,75 %                                     | B (III) — 50 % [IBiO] B (III) — 50 % [IBIB]                                     | B (III) — 100 % [IBIB]                                                          | A (II) — 12,5 % [IAiO] B (III) — 50 % [IBiO]/[IBIB] AB (IV) — 37,5 % |
| AB (IV) | AB (IV) | AB (IV) | A (II) — 50 % [IAiO] B (III) — 50 % [IBiO] | A (II) — 50 % [IAiO]/[IAIA] B (III) — 12,5 % [IBiO] AB (IV) — 37,5 % | A (II) — 25 % [IAiO] A (II) — 25 % [IAIA] B (III) — 25 % [IBiO] AB (IV) — 25 % | A (II) — 25 % [IAiO] A (II) — 25 % [IAIA] B (III) — 25 % [IBiO] AB (IV) — 25 % | A (II) — 12,5 % [IAiO] B (III) — 50 % [IBiO]/[IBIB] AB (IV) — 37,5 % | A (II) — 25 % [IAiO] B (III) — 25 % [IBiO] B (III) — 25 % [IBIB] AB (IV) — 25 % | A (II) — 25 % [IAiO] B (III) — 25 % [IBiO] B (III) — 25 % [IBIB] AB (IV) — 25 % | A (II) — 25 % [IAIA] B (III) — 25 % [IBIB] AB (IV) — 50 %            |
| AB (IV) | AB (IV) | AB (IV) | A (II) — 50 % [IAiO] B (III) — 50 % [IBiO] | A (II) — 50 % [IAiO]/[IAIA] B (III) — 12,5 % [IBiO] AB (IV) — 37,5 % | A (II) — 50 % [IAIA] AB (IV) — 50 %                                            | A (II) — 50 % [IAIA] AB (IV) — 50 %                                            | A (II) — 12,5 % [IAiO] B (III) — 50 % [IBiO]/[IBIB] AB (IV) — 37,5 % | B (III) — 50 % [IBIB] AB (IV) — 50 %                                            | B (III) — 50 % [IBIB] AB (IV) — 50 %                                            | A (II) — 25 % [IAIA] B (III) — 25 % [IBIB] AB (IV) — 50 %            |
| Приведённые в таблице проценты показывают лишь вероятность наследования группы крови ребёнком у пары с данными группами крови, берутся из элементарного комбинаторного расчёта и не определяют реальные проценты рождения детей у конкретной пары с такими группами крови (за исключением значения 100 %). |         |         |                                            |                                                                      |                                                                                |                                                                                |                                                                      |                                                                                 |                                                                                 |                                                                      |

Вкратце из всего приведённого следует:
- фенотип A (II) может быть у человека, унаследовавшего от родителей или два гена IA (IAIA), или гены IA и iO (IAiO). Соответственно фенотип B (III) — при наследовании или двух генов IB (IBIB), или IB и iO (IBiO);
- фенотип O (I) проявляется при наследовании только двух генов iO. Таким образом, если оба родителя имеют фенотипически A (II) / B (III) группу крови (при условии, что у обоих обязательно генотипы IAiO или IBiO), кто-то из их детей может иметь O (I) группу (генотип iOiO);
- если у одного из родителей группа крови A (II) с возможным генотипом IAiO, а у другого B (III) с возможным генотипом IBiO — дети у пары могут иметь любую группу крови: O (I), A (II), B (III) или AB (IV);
- у родителя с группой крови O (I) не может быть ребёнка с группой крови AB (IV), вне зависимости от группы крови второго родителя. У обоих родителей, у которых O (I) группа крови, ребёнок может иметь только O (I) группу;
- у родителя с группой крови AB (IV) не может быть ребёнка с группой крови O (I), вне зависимости от группы крови второго родителя. Исключения возможны в крайне редких случаях, при подавлении IA и IB генов h-геном (вероятно подавление другими генами) — так называемый «бомбейский феномен». Также дополнительное исключение возможно при цис-положении генов А и В (вероятность — около 0,001 %)[12];

#### Определение групп крови системы ABO
Определение групповой принадлежности крови по системе ABO у человека, кроме нужд трансфузиологии, имеет значение и при проведении судебно-медицинской экспертизы, в частности при установлении биологических родителей детей и т. д. Также возможно использование при генеалогических исследованиях. До широкого внедрения в практику ДНК-исследований, будучи давно открытыми и отличаясь простотой определения, они являлись одним из основных показателей в исследованиях. Однако определение групповой принадлежности крови не позволяет во всех случаях давать однозначные ответы.
Определение групп крови системы ABO имеет значение и в трансплантологии при пересадке органов и тканей, так как антигены А и В имеются не только на эритроцитах, но и в ряде других клеток организма и могут вызвать групповую несовместимость.
Определение группы крови системы ABO гемагглютинацией

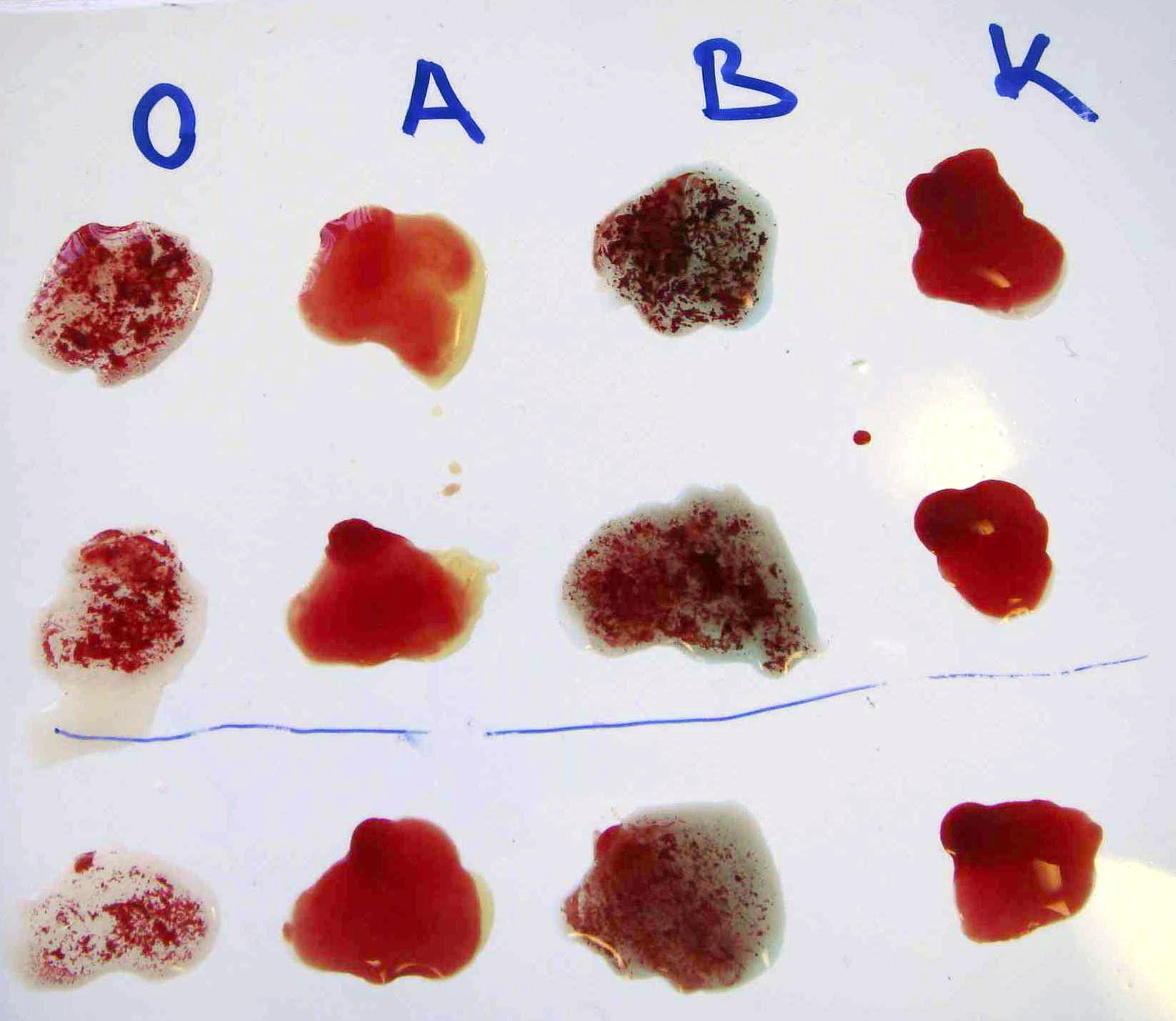
Агглютинация эритроцитов A (II) группы в исследуемых пробах со стандартными сыворотками 0αβ (I), Bα (III). Агглютинации нет с сывороткой Aβ (II) и в «К» (контрольная проба с изотоническим раствором)

В клинической практике определяют группы крови с помощью моноклональных антител. При этом эритроциты испытуемого смешивают на тарелке или белой пластинке с каплей стандартных моноклональных антител (цоликлоны анти-А и цоликлоны анти-B), а при нечёткой агглютинации и при AB(IV) группе исследуемой крови добавляют для контроля каплю изотонического раствора. Соотношение эритроцитов и цоликлонов: ~0,1 цоликлонов и ~0,01 эритроцитов. Результат реакции оценивают через три минуты.
- если реакция агглютинации наступила только с анти-А цоликлонами, то исследуемая кровь относится к группе А(II);
- если реакция агглютинации наступила только с анти-B цоликлонами, то исследуемая кровь относится к группе B(III);
- если реакция агглютинации не наступила с анти-А и с анти-B цоликлонами, то исследуемая кровь относится к группе O(I);
- если реакция агглютинации наступила и с анти-А и с анти-B цоликлонами, и её нет в контрольной капле с изотоническим раствором, то исследуемая кровь относится к группе AB(IV).

Проба на индивидуальную совместимость групп крови системы ABO
Агглютинины, не свойственные данной группе крови, носят название экстрагглютинов. Они иногда наблюдаются в связи с наличием разновидностей агглютиногена A и агглютинина α, при этом α1M и α2 агглютинины могут выполнять функцию экстрагглютининов.
Феномен экстрагглютининов, а также некоторые другие явления, в ряде случаев могут быть причиной несовместимости крови донора и реципиента в пределах системы ABO даже при совпадении групп. С целью исключения такой внутригрупповой несовместимости одноимённых по системе ABO крови донора и крови реципиента проводят пробу на индивидуальную совместимость.
На белую пластину или тарелку при температуре 15—25 °C наносят каплю сыворотки реципиента (~0,1) и каплю крови донора (~0,01). Капли смешивают между собой и оценивают результат через пять минут. Наличие агглютинации указывает на несовместимость крови донора и крови реципиента в пределах системы ABO, несмотря на то, что их группы крови одноимённые.

### Группы крови системы резус-фактора
Название дано по названию обезьян макак-резус.
Резус-фактор крови — это антиген (липопротеин), который находится на поверхности эритроцитов. Он обнаружен в 1940 году Карлом Ландштейнером и А. Винером. Около 85 % европеоидов, 93 % негроидов, 99 % монголоидов имеют резус-фактор и, соответственно, являются резус-положительными. У некоторых народностей может быть и менее, к примеру у басков — 65—75 %, берберов и бедуинов — 70—82 %. Те, у которых его нет, — резус-отрицательные, при этом женщины в 2 раза чаще, чем мужчины.
Резус крови играет важную роль в формировании так называемой гемолитической желтухи новорождённых, вызываемой вследствие резус-конфликта иммунизованной матери и эритроцитов плода.
Известно, что резус крови — это сложная система, включающая более 40 антигенов, обозначаемых цифрами, буквами и символами. Чаще всего встречаются резус-антигены типа D (85 %), С (70 %), Е (30 %), е (80 %) — они же и обладают наиболее выраженной антигенностью. Система резус не имеет в норме одноимённых агглютининов, но они могут появиться, если человеку с резус-отрицательной кровью перелить резус-положительную кровь.

#### Наследование резус-фактора
Антигены резус-фактора кодируются 6 сцепленными по три генами в первой хромосоме, которые образуют 8 гаплотипов с 36 возможными вариациями проявления генотипа, выражающимися в 18 вариантах фенотипического проявления. Rh+ считается кровь, когда на эритроцитах имеются антигены RhO(D), которые состоят из субъединиц RhA, RhB, RhC, RhD, вследствие чего возможны взаимодействия антиген-антитело даже у Rh+ крови разных людей в случае наличия разных субъединиц, при этом при низкой экспрессии гена, кодирующего этот антиген, он может и не выявиться при определении резус-фактора. Rh- считаются люди, у которых отсутствуют антигены RhO(D), но при этом имеются другие антигены резус-фактора, а у лиц, являющихся донорами, Rh- считаются только те, у кого отсутствуют ещё и антигены rh'(C), rh"(E). Остальные антигены резус-фактора не играют значительной роли. Полное отсутствие антигенов резус-фактора встречается крайне редко и приводит к патологии эритроцитов.
Резус-фактор наследуется по аутосомно-доминантному типу наследования. Положительный резус — доминантный признак, отрицательный — рецессивный. Фенотип Rh+ проявляется как при гомозиготном, так и при гетерозиготном генотипе (++ или +–), фенотип Rh- проявляется только при гомозиготном генотипе (только ––).
У пары Rh- и Rh- могут быть дети только с фенотипом Rh-. У пары Rh+(гомозигота ++) и Rh- могут быть дети с фенотипом только Rh+. У пары Rh+(гетерозигота ±) и Rh- могут быть дети с фенотипом как Rh+, так и Rh-. У пары Rh+ и Rh+ могут быть дети с фенотипом как Rh+, так и Rh- (в случае, если оба родителя гетерозиготны).

### Группы крови других систем
На данный момент изучены и охарактеризованы десятки групповых антигенных систем крови, таких, как системы Даффи, Келл, Кидд, Льюис и др. Количество изученных и охарактеризованных групповых систем крови постоянно растёт.

#### Келл
Групповая система Келл (Kell) состоит из 2 антигенов, образующих 3 группы крови (К—К, К—k, k—k). Антигены системы Келл по активности стоят на втором месте после системы резус. Они могут вызвать сенсибилизацию при беременности, переливании крови; служат причиной гемолитической болезни новорождённых и гемотрансфузионных осложнений.

#### Кидд
Групповая система Кидд (Kidd) включает 2 антигена, образующих 3 группы крови: lk (a+b-), lk (A+b+) и lk (a-b+). Антигены системы Кидд также обладают изоиммунными свойствами и могут привести к гемолитической болезни новорождённых и гемотрансфузионным осложнениям.
Также это зависит от гемоглобина в крови.

#### Даффи
Групповая система Даффи (Duffy) включает 2 антигена, образующих 3 группы крови Fy (a+b-), Fy (a+b+) и Fy (a-b+). Антигены системы Даффи в редких случаях могут вызвать сенсибилизацию и гемотрансфузионные осложнения.

#### MNSs
Групповая система MNSs является сложной системой; она состоит из 9 групп крови. Антигены этой системы активны, могут вызвать образование изоиммунных антител, то есть привести к несовместимости при переливании крови. Известны случаи гемолитической болезни новорождённых, вызванные антителами, образованными к антигенам этой системы.

#### Лангерайс и Джуниор
В феврале 2012 года учёные из Вермонтского университета (США) в сотрудничестве с японскими коллегами из Центра крови Красного Креста и учёными из французского Национального института переливания крови, открыли две новые «дополнительные» группы крови, включающие два белка на поверхности эритроцитов — ABCB6 и ABCG2. Эти белки относят к транспортным белкам (участвуют в переносе метаболитов, ионов внутри клетки и из неё).

#### Вел-отрицательная группа
Впервые была обнаружена в начале 1950-х годов, когда у страдающей раком толстого кишечника пациентки после повторного переливания крови началась тяжёлая реакция отторжения донорского материала. В статье, опубликованной в медицинском журнале Revue D’Hématologie, пациентку называли миссис Вел. В дальнейшем было установлено, что после первого переливания крови у пациентки выработались антитела против неизвестной молекулы. Вызвавшее реакцию вещество никак не удавалось определить, а новую группу крови в честь этого случая назвали Вел-отрицательной. Согласно сегодняшней статистике, такая группа встречается у одного человека из 2500. В 2013 году учёным из Университета Вермонта удалось идентифицировать вещество, им оказался белок, получивший название SMIM1. Открытие белка SMIM1 довело количество изученных групп крови до 33.

## Переливание крови
Вливание крови несовместимой группы может привести к иммунологической реакции, склеиванию (агрегации) эритроцитов, которая может выражаться в гемолитической анемии, почечной недостаточности, шоке и летальном исходе.
Сведения о группе крови в некоторых странах вводятся в паспорт (в том числе в России, по желанию владельца паспорта), у военнослужащих они могут быть занесены в военный билет и нашиты на одежду.

### Совместимость групп крови человека
Теория совместимости групп крови ABO возникла на заре переливания крови, во время Второй мировой войны, в условиях катастрофической нехватки донорской крови.
Доноры и реципиенты крови должны иметь «совместимые» группы крови. В России по жизненным показаниям и при отсутствии одногруппных по системе АВ0 компонентов крови (за исключением детей) допускается переливание резус-отрицательной крови O(I) группы реципиенту с любой другой группой крови в количестве до 500 мл. Резус-отрицательная эритроцитная масса или взвесь от доноров группы А(II) или В(III), по витальным показаниям могут быть перелиты реципиенту с AB(IV) группой, независимо от его резус-принадлежности. При отсутствии одногруппной плазмы реципиенту может быть перелита плазма группы АВ(IV).
В середине XX века предполагалось, что кровь группы O(I)Rh- совместима с любыми другими группами. Люди с группой O(I)Rh- считались «универсальными донорами», и их кровь могла быть перелита любому нуждающемуся. В настоящее время подобные гемотрансфузии считаются допустимыми в безвыходных ситуациях, но не более 500 мл.
Несовместимость крови группы O(I)Rh- с другими группами наблюдалась относительно редко, и на это обстоятельство длительное время не обращали должного внимания. Таблица ниже иллюстрирует, люди с какими группами крови могли отдавать / получать кровь (знаком  отмечены совместимые комбинации). Например, обладатель группы A(II)Rh− может получать кровь групп O(I)Rh− или A(II)Rh− и отдавать кровь людям, имеющим кровь групп AB(IV)Rh+, AB(IV)Rh−, A(II)Rh+ или A(II)Rh−.
Со второй половины XX века переливание крови допускается только одногруппной. При этом существенно снижены и сами показания для переливания цельной крови, в основном только при массивных кровопотерях. В остальных случаях более обоснованно и выгодно применение компонентов крови в зависимости от конкретной патологии.
| Реципиент  | Донор     | Донор     | Донор     | Донор     | Донор      | Донор      | Донор      | Донор      |
| Реципиент  | O(I) Rh−  | O(I) Rh+  | A(II) Rh− | A(II) Rh+ | B(III) Rh− | B(III) Rh+ | AB(IV) Rh− | AB(IV) Rh+ |
| ---------- | --------- | --------- | --------- | --------- | ---------- | ---------- | ---------- | ---------- |
| O(I) Rh−   | зелёная ✓ |           |           |           |            |            |            |            |
| O(I) Rh+   | зелёная ✓ | зелёная ✓ |           |           |            |            |            |            |
| A(II) Rh−  | зелёная ✓ |           | зелёная ✓ |           |            |            |            |            |
| A(II) Rh+  | зелёная ✓ | зелёная ✓ | зелёная ✓ | зелёная ✓ |            |            |            |            |
| B(III) Rh− | зелёная ✓ |           |           |           | зелёная ✓  |            |            |            |
| B(III) Rh+ | зелёная ✓ | зелёная ✓ |           |           | зелёная ✓  | зелёная ✓  |            |            |
| AB(IV) Rh− | зелёная ✓ |           | зелёная ✓ |           | зелёная ✓  |            | зелёная ✓  |            |
| AB(IV) Rh+ | зелёная ✓ | зелёная ✓ | зелёная ✓ | зелёная ✓ | зелёная ✓  | зелёная ✓  | зелёная ✓  | зелёная ✓  |

Сегодня ясно, что другие системы антигенов также могут вызывать нежелательные последствия при переливании крови. Поэтому одной из возможных стратегий службы переливания крови может быть создание системы заблаговременного криоконсервирования собственных форменных элементов крови для каждого человека.
Если у донора есть антиген Kell, то его кровь нельзя переливать реципиенту без Kell, поэтому во многих станциях переливания таким донорам можно сдавать только компоненты крови, но не цельную кровь.

#### Совместимость плазмы
В крови I группы групповые антигены A и B эритроцитов отсутствуют или их количество очень мало, поэтому раньше полагали, что кровь I группы можно переливать пациентам с другими группами в любых объёмах без опасения, так как не произойдёт агглютинации эритроцитов вливаемой крови. Однако в плазме группы I содержатся агглютинины α и β, и эту плазму можно вводить лишь в очень ограниченном объёме, при котором агглютинины донора разводятся плазмой реципиента и агглютинация эритроцитов реципиента не происходит (правило Оттенберга). В плазме IV(AB) группы агглютинины не содержатся, поэтому плазму IV(AB) группы можно переливать реципиентам любой группы (универсальное донорство плазмы).
| Реципиент | Донор     | Донор     | Донор     | Донор     | Донор | Донор | Донор | Донор |
| Реципиент | O(I)      | A(II)     | B(III)    | AB(IV)    |       |       |       |       |
| O(I)      | зелёная ✓ | зелёная ✓ | зелёная ✓ | зелёная ✓ |       |       |       |       |
| A(II)     | ❌        | зелёная ✓ | ❌        | зелёная ✓ |       |       |       |       |
| B(III)    | ❌        | ❌        | зелёная ✓ | зелёная ✓ |       |       |       |       |
| AB(IV)    | ❌        | ❌        | ❌        | зелёная ✓ |       |       |       |       |
| --------- | --------- | --------- | --------- | --------- | ----- | ----- | ----- | ----- |

## История
Группы крови были впервые обнаружены австрийским врачом Карлом Ландштейнером, работавшим в Патолого-анатомическом институте Венского университета (ныне Венский медицинский университет). В 1900 году он обнаружил, что эритроциты могут слипаться (агглютинировать) при смешивании в пробирках с сыворотками других людей, и помимо этого, часть человеческой крови также агглютинирует с кровью животных. Он написал:
Сыворотка здоровых людей агглютинирует не только с эритроцитами животных, но часто и с человеческими, других людей. Ещё неизвестно, связано ли это с врожденными различиями между людьми или это результат каких-то повреждений бактериального характера.
Это было первым доказательством того, что у людей существует вариация крови. В следующем, 1901, году он сделал однозначное наблюдение, что эритроциты человека агглютинируют только с сыворотками определенных людей. На основании этого он классифицировал кровь человека на три группы, а именно группу A, группу B и группу C. Он определил, что кровь группы A агглютинирует с группой B, но никогда со своим собственным типом. Точно так же кровь группы B агглютинирует с группой A. Кровь группы C отличается тем, что она агглютинирует как с A, так и с B. Это было открытие групп крови, за которое Ландштейнер был удостоен Нобелевской премии по физиологии и медицине в 1930 году (позже буква C была заменена на O в честь немецкого Ohne, что означает без, ноль или нуль). Группа AB была открыта годом позже учениками Ландштейнера Адриано Стурли и Альфредом фон Декастелло.
В 1907 году чешский врач Ян Янский открыл 4-ю группу крови.
В 1927 году Ландштайнер вместе с Филипом Левином открыл MN систему групп крови, и P систему. В 1940 году Ландштейнер совместно с Винером открыли систему антигенов Резус. Разработка теста Кумбса в 1945 году, появление трансфузиологии и понимание ABO гемолитической болезни новорожденных привели к открытию большего количества групп крови.

### Связь групп крови и показателей здоровья
В ряде случаев была выявлена взаимосвязь между группой крови и риском развития некоторых заболеваний (предрасположенность).
Согласно результатам исследований, опубликованным в 2012 году группой американских учёных под руководством проф. Лу Ци (Lu Qi) из Института здравоохранения Гарвардского университета (Harvard School of Public Health), лица с группой крови A (II), B (III) и AB (IV) имеют бо́льшую предрасположенность к сердечным заболеваниям, чем лица с группой крови О (I): на 23 % для лиц с группой крови AB (IV), на 11 % для лиц с группой крови В (III) и на 5 % для лиц с группой крови A (II).
Согласно другим исследованиям, у лиц с группой крови В (III) в несколько раз ниже заболеваемость чумой. Имеются данные о взаимосвязи между группами крови и частотой других инфекционных заболеваний (туберкулёз, грипп и другие). У лиц, гомозиготных по антигенам (первой) группы крови O (I), в 3 раза чаще встречается язвенная болезнь желудка. Конечно, сама по себе группа крови не означает, что человек обязательно будет страдать «характерной» для неё болезнью.
Группа крови A (II) сопряжена с повышенным риском туберкулёза.
Также учёные Каролинского института в Швеции по итогам 35-летнего исследования, в котором приняли участие более миллиона пациентов, делают вывод, что люди с группой крови O (I) меньше подвержены раковым заболеваниям, с группой крови A (II) чаще всех болеют раком желудка, а обладатели B (III) и AB (IV) групп крови чаще всех болеют раком поджелудочной железы.
В настоящее время созданы базы данных относительно корреляции определённых заболеваний и групп крови. Так, в обзоре американского исследователя-натуропата Питера д’Адамо анализируется связь онкологических заболеваний различного типа и групп крови. Здоровье определяется множеством факторов, и группа крови — лишь один из маркеров. Околонаучная теория Д’Адамо, более 20 лет анализировавшего взаимосвязь заболеваемости с маркерами групп крови, становится всё более популярной. Он, в частности, связывает необходимую человеку диету с группой крови, что является сильно упрощённым подходом к проблеме.

### Распределение групп ABO и резус-фактора по странам
| Страна            | O+      | A+      | B+      | AB+    | O−     | A−     | B−     | AB−    |
| ----------------- | ------- | ------- | ------- | ------ | ------ | ------ | ------ | ------ |
|                   |         |         |         |        |        |        |        |        |
| В мирe            | 36,44 % | 28,27 % | 20,59 % | 5,09 % | 4,33 % | 3,52 % | 1,39 % | 0,40 % |
| Австралия         | 40 %    | 31 %    | 8 %     | 2 %    | 9 %    | 7 %    | 2 %    | 1 %    |
| Австрия           | 30 %    | 33 %    | 12 %    | 6 %    | 7 %    | 8 %    | 3 %    | 1 %    |
| Бельгия           | 38 %    | 34 %    | 8,5 %   | 4,1 %  | 7 %    | 6 %    | 1,5 %  | 0,8 %  |
| Бразилия          | 36 %    | 34 %    | 8 %     | 2,5 %  | 9 %    | 8 %    | 2 %    | 0,5 %  |
| Великобритания    | 37 %    | 35 %    | 9 %     | 3 %    | 7 %    | 7 %    | 2 %    | 1 %    |
| Германия          | 35 %    | 37 %    | 9 %     | 4 %    | 6 %    | 6 %    | 2 %    | 1 %    |
| Дания             | 35 %    | 37 %    | 8 %     | 4 %    | 6 %    | 7 %    | 2 %    | 1 %    |
| Канада            | 39 %    | 36 %    | 7,6 %   | 2,5 %  | 7 %    | 6 %    | 1,4 %  | 0,5 %  |
| Китай             | 40 %    | 26 %    | 27 %    | 7 %    | 0,31 % | 0,19 % | 0,14 % | 0,05 % |
| Израиль           | 32 %    | 32 %    | 17 %    | 7 %    | 3 %    | 4 %    | 2 %    | 1 %    |
| Ирландия          | 47 %    | 26 %    | 9 %     | 2 %    | 8 %    | 5 %    | 2 %    | 1 %    |
| Исландия          | 47,6 %  | 26,4 %  | 9,3 %   | 1,6 %  | 8,4 %  | 4,6 %  | 1,7 %  | 0,4 %  |
| Испания           | 36 %    | 34 %    | 8 %     | 2,5 %  | 9 %    | 8 %    | 2 %    | 0,5 %  |
| Нидерланды        | 39,5 %  | 35 %    | 6,7 %   | 2,5 %  | 7,5 %  | 7 %    | 1,3 %  | 0,5 %  |
| Новая Зеландия    | 38 %    | 32 %    | 9 %     | 3 %    | 9 %    | 6 %    | 2 %    | 1 %    |
| Норвегия          | 34 %    | 40,8%   | 6,8 %   | 3,4 %  | 6 %    | 7,2 %  | 1,2 %  | 0,6 %  |
| Перу              | 73.2 %  | 18,9 %  | 5,9 %   | 1,5 %  | 0,4 %  | 0,3 %  | 0 %    | 0 %    |
| Польша            | 31 %    | 32 %    | 15 %    | 7,6 %  | 6 %    | 6 %    | 2 %    | 1 %    |
| Саудовская Аравия | 48 %    | 24 %    | 17 %    | 4 %    | 4 %    | 2 %    | 1 %    | 0,23 % |
| США               | 37,4 %  | 35,7 %  | 8,5 %   | 3,4 %  | 6,6 %  | 6,3 %  | 1,5 %  | 0,6 %  |
| Турция            | 29,8 %  | 37,8 %  | 14,2 %  | 7,2 %  | 3,9 %  | 4,7 %  | 1,6 %  | 0,8 %  |
| Финляндия         | 27 %    | 38 %    | 15 %    | 7 %    | 4 %    | 6 %    | 2 %    | 1 %    |
| Франция           | 36 %    | 37 %    | 9 %     | 3 %    | 6 %    | 7 %    | 1 %    | 1 %    |
| Эстония           | 30 %    | 31 %    | 20 %    | 6 %    | 4,5 %  | 4,5 %  | 3 %    | 1 %    |
| Швеция            | 32 %    | 37 %    | 10 %    | 5 %    | 6 %    | 7 %    | 2 %    | 1 %    |

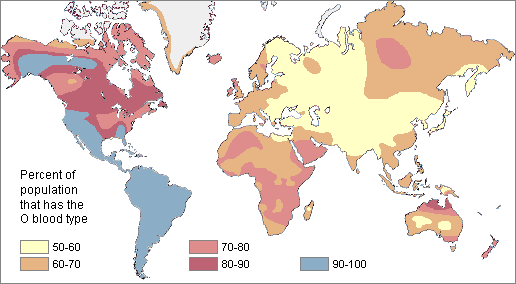
Процент коренного населения, имеющего группу крови O(I), т.е. не являющегося носителем аллелей A или B в генотипе

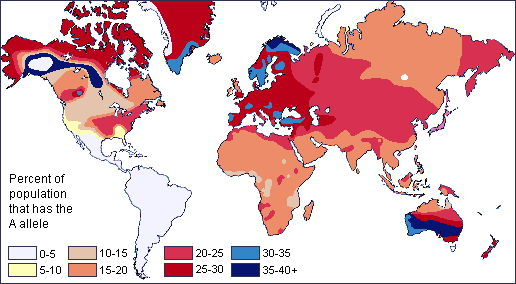
Процент коренного населения с аллелем A в генотипе (группы крови A(II) и AB(IV) в фенотипе)

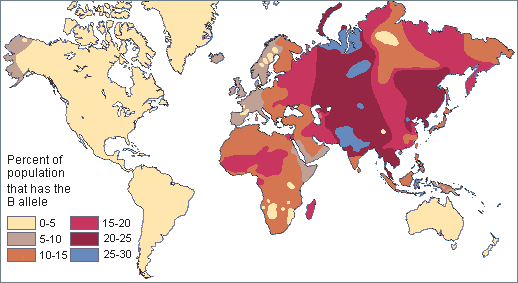
Процент коренного населения с аллелем B в генотипе (группы крови B(III) и AB(IV) в фенотипе)

Самым редким у людей является аллель B — его носители составляют около 16% человечества. Наиболее высокие частоты этого аллеля наблюдаются в Центральной Азии и Сибири (25—30 %), наиболее низкие — у аборигенов Америки и Австралии (менее 5%). Аллель A проявляет более высокую частотность — около 21 % по всему населению земного шара, с максимумами у индейского народа черноногие в штате Монтана (США) — 30—35 %, у австралийских аборигенов (40—53 % у многих групп) и у саамов (50—90%). При этом аллель A практически отсутствует у индейцев Латинской Америки. 63% человечества не являются носителями ни A, ни B, т.е. имеют группу крови O(I). Особенно высока частотность группы O(I) — до 100 % — у аборигенного населения Центральной и Южной Америки; высока частотность у аборигенов Австралии и в Западной Европе (особенно у населения с кельтскими предками). Наиболее редко группа O(I) встречается в Восточной Европе и Центральной Азии, где распространён аллель B.
Положительный резус-фактор наблюдается у большинства мирового населения. У аборигенов Америки и Австралии частотность Rh+ до начала массовых контактов с остальной частью человечества составляла 99—100 %. У коренного населения Субсахарской Африки Rh+ встречается в 97—99 % случаев, в Восточной Азии —  в 93—99 %. У европеоидов на всех континентах частотность положительного резус-фактора составляет 83—85 %. Наименьшая доля Rh+ наблюдается у басков — около 65 %.

## Использование данных о группе крови в Японии
В Японии широко используют данные о группе крови системы ABO в быту. Проведение анализов и учёт группы крови называют «кэцуэки-гата» и воспринимают его очень серьёзно. Их используют при приёме на работу, при выборе друзей и спутников жизни. Аппараты, проводящие экспресс-анализ группы крови «по кровяному пятну», часто встречаются на вокзалах, в универмагах, ресторанах.